# Jacob Olsen
Samuel Jacob Sesanus Olsen, som almindeligvis var kendt under navnet Jacob Olsen (1. oktober 1904 i Sandavági, Færøerne – 13. oktober 1994), var en færøsk skolelærer, forfatter og oversætter. Han var dybt engageret i lokalsamfundet såvel i Færøerne som helhed.

## Biografi
Jacob Olsens forældre var Joen Peter Pauli Olsen, fisker, fra Sandavági og Lisbeth Olsen, født Magnussen, fra Leynar.
Inden Jacob Olsen studerede ved Lærerhøjskolen arbejdede han 15 måneder i forretning i Sandavági, og var til søs et enkelt år. I 1923 blev han optaget på læreruddannelsen ved Lærerhøjskolen i Tórshavn og dimitterede med lærereksamen i 1926.
1. september 1926 blev han ansat ved Tórshavns Skole. Den 1. februar 1961 blev han viceskoleinspektør ved Tvøroyri Skole og blev i dette embede, indtil han blev 67 år gammel, hvor han gik på pension den 31. oktober 1971.
Jacob Olsen var medstifter af Færøernes ældste børneblad, Barnablaðið, sammen med Sámal Johansen i 1928 og var således redaktør sammen med Johansen i perioden 1928-1931. På baggrund af talrige børnehistorier publiceret i dette blad, blev disse historier fundamentet for udgivelse af bogen Nú Breddar, som Færøsk Lærerforening, udgav i 1964 i anledning af Jacob Olsens 60 års fødselsdag.
1932-1933 studerede Jacob Olsen engelsk, regning samt dyr- og plantelære ved Statens Lærerhøjskole. Senere blev studiet i engelsk forlænget med yderligere fire år.
1957-1958 læste Jacob Olsen på årskursus i engelsk, geografi samt biblioteksarbejde ved Danmarks Lærerhøjskole.
Endvidere har Jacob Olsen siddet som medlem og som formand i Sundhedskommissionen i Froðbiar sogn samt som skiftende medlem i Ligningskommissionen.
I øvrigt var Jacob Olsen også organist ved Tvøroyri Kirke i næsten 25 år. I en længere årrække var han censor i skriftlig engelsk ved realskolen samt 9. – og 10. klassetrin. Endvidere udførte Jacob Olsen flere oversættelsesarbejder mellem sprogene engelsk, dansk, færøsk og norsk. Eksempelvis har han oversat 17 historier af Anne-Catharina Vestly fra norsk til færøsk, hvor disse fortællinger kan læses i børnebogen 'Kubbin'.
Jacob Olsen blev den 1. oktober 1933 gift med Olga Maria født Hansen, datter af Sigvald og Hansina Hansen fra Tvøroyri. Faderen var født i Stokke i Norge, mens Olga Olsen var født den 16. oktober 1903 i Tvøroyri.
Jacob Olsen flyttede sammen med sin hustru til København i starten af 1970'erne, hvor han fortsatte sit oversættelsesarbejde samt gav privatundervisning i engelsk lige indtil hans naturlige død den 13. oktober 1994, 90 år gammel. Hans hustru Olga Olsen afgik ved døden grundet hjerneblødning i året 1978.

## Udgivelser
Den Færøske Lærerforening udgiver Jacob Olsens forfatterskab:
- 1951 Regin i Mín jólabók (Min Julebog)
- 1953 Símun og flúgvimaskinan i Mín jólabók (Min Julebog)
- 1964 Nú breddar (historier og digte)
- 1971 Høgni og Gunnar i 'Sig mær eina søgu 1' (Fortæl mig en historie 1)